# Cléverson Gabriel Córdova
Cléverson Gabriel Córdova (Guarapuava, 9 augustus 1985) – alias Cléo – is een Braziliaanse voetballer die als aanvaller speelt bij Qingdao Huanghai FC.

## Clubcarrière
Cléo begon zijn carrière in 2004 bij CD Olivais e Moscavide. Cléo speelde voor verschillende clubs in Portugal, Brazilië, Servië, China en Japan.